# Sulaymaniyah
Sulaymaniyah (kurdisk: سلێمانی, Silêmanî, historisk: Sharezûr; arabisk: السليمانية as-sulaymānīyä) er en kurdisk storby beliggende i den østlige del af irakisk Kurdistan. Byen er hovedsagelig beboet af kurdere og hovedby i provinsen As Sulaymaniyah.
Sulaymaniyah har 878.146(2018) indbyggere. De fleste med irakisk tilhørsforhold. Byen ligger i Zagrosbjergene og er omkrandset af bjerge, herunder Goija.

## Historie
Sulaymaniyah blev grundlagt 1784  af en kurdisk prins ved navn Ibrahim Pasha Baban, der opkaldte byen efter sin far Sulaiman Pasha. Senere blev byen hovedstad i Baban Emiratet. I 1990 blev byen indtaget af Peshmergastyrker under ledelse af Nawshirwan Mustafa, og siden har den været kontrolleret af kurdistans patriotiske union PUK.